# 戸沢政房
戸沢 政房（とざわ まさふさ、永禄3年（1560年） - 寛永10年7月8日（1633年8月12日））は、出羽戸沢氏の重臣。

## 生涯
南部氏の一族で初名は南部五郎、後に杉山勘左衛門清康と称した。『戸沢藩系図書』のうち「戸沢勘兵衛家系図」では南部政康の子孫としている。
天正19年（1591年）の九戸政実の乱で戸沢光盛に従い功績を挙げたと伝わる。これが豊臣秀次の目に留まり、政房は秀次に召し抱えられた。秀次没後は豊臣秀頼に仕えたが、大坂の陣において豊臣氏が滅びると、常陸松岡藩主戸沢政盛を頼った。戸沢姓と知行1千石を与えられ重臣となり、戸沢伊豆守と名乗った。なお、秀次自害ののち、慶長年間中に戸沢氏に仕えたともされる。
子の清房は新庄藩家老として知行1千700石を得て、戸沢盛純（戸沢四郎兵衛家、戸沢忠盛の子孫）の娘を娶った。清房の長女は同じく藩重臣の楢岡友清に嫁し、その子の戸沢正庸は第三代新庄藩主となった。子孫は代々、戸沢勘兵衛を名乗った。

## 伝記資料
- 『戸沢勘兵衛家系図』